# 빙월당
빙월당(氷月堂)은 광주광역시 광산구 월봉서원 내에 있는 조선시대의 건축물이다. 1979년 8월 3일 광주광역시의 기념물 제9호로 지정되었다.

## 개요
조선 전기의 문신인 기대승(1527∼1572)선생의 위패를 모시고 있는 사당이다.
선생은 성리학의 대가로 새 학설을 제시하여 학계에 주목을 받았으며 특히 스승인 이황 선생과 사단칠정(四端七情)을 주제로 한 8년 간의 서신왕래는 너무나 유명하다.
원래 이곳은 기대승을 중심으로 하여 좌우에 박상·박순·김장생·김집 등 조선의 명신들을 함께 배향하고 있는 ‘월봉서원’의 강당이었다.
월봉서원은 그가 죽은 뒤 그를 추모하기 위해 큰아들 함재 기효증(奇孝曾)이 1578년(선조 11) 세운 것이다. 빙월당의 당호는 정조가 고봉 기대승의 고결한 학덕을 '빙심설월'(氷心雪月)과 같다는 뜻으로 하사했다고 전해진다.
1868년(고종 5) 흥선 대원군의 서원 철폐령때 훼철되었다.
1938년 현 위치에 앞면 7칸, 측면 3칸의 팔작집 빙월당을 복원하였다. 양측 1칸씩은 모두 퇴간(退間)인데 전면과 우측 반칸에는 툇마루를 설치했다.
1979년 빙월당은 광주광역시 기념물 제9호로 지정되었다.
1982년 새로 세운 사당 숭덕사(崇德祠)와 내·외삼문이 높다란 대지 위에 서쪽을 바라보며 서 있으며, 1983년 그의 저서를 보관하고 있는 장판각과 1990년 명성재를 건립하였다. 
현재 이곳에는 1991년 송재 기세탁 등 자손들이 광주광역시 광산구 광산동 너부실에 빙월당 등을 건립하여 월봉서원을 복원하였다.

## 같이 보기
- 기대승
- 월봉서원

## 참고 자료
- 빙월당 - 국가유산청 국가유산포털